# Pedra Preta (Rio Grande do Norte)
Pedra Preta è un comune del Brasile nello Stato del Rio Grande do Norte, parte della mesoregione del Central Potiguar e della microregione di Angicos.